# Ludwik Gross
Ludwik Gross (ur. 11 września 1904 w Krakowie, zm. 19 lipca 1999 w Nowym Jorku) – polski i amerykański wirusolog.

## Życiorys
Ukończył medycynę na Wydziale Lekarskim Uniwersytetu Jagiellońskiego w 1929. Następnie odbywał praktykę w Szpitalu Generalnym im. św. Łazarza w Krakowie. Od 1932 prowadził badania w Instytucie Pasteura nad immunologicznymi aspektami raka. W 1939 powrócił do Polski, gdyż otrzymał propozycję pracy w Instytucie Radowym w Warszawie.
Po agresji Niemiec na Polskę we wrześniu 1939 udało mu się przedostać do Rumunii, a następnie do Francji. W 1940 przedostał się do Stanów Zjednoczonych. Od 1941 do 1943 prowadził badania nad rakiem w Szpitalu Chrystusa w Cincinnati. Podczas II wojny światowej służył jako oficer medyczny (w randze kapitana w Armii Stanów Zjednoczonych).
W 1946 został dyrektorem Działu Badań nad Rakiem (Cancer Research Division) w szpitalu Veterans Administration Medical Center w Bronksie.
Podczas badań odkrył wirusy odpowiedzialne za powstawanie białaczki u myszy, a także poliomawirusy. Jego hipoteza, że wirusy mogą być odpowiedzialne za powstawanie niektórych nowotworów, pomimo sprzeciwu ówczesnych środowisk naukowych, okazała się trafna.
Zmarł w 1999 na raka żołądka.

## Nagrody i wyróżnienia
Członek National Academy of Sciences w 1973.
W 1974 otrzymał Albert Lasker Award for Basic Medical Research.